# Opération Titan
L'opération Titan est le nom donné en 2008, par le général Carpentier, commandant en chef des Forces armées en Guyane, aux opérations de protection externe du Centre spatial guyanais de Kourou.
Le nom de l'opération est tiré du Titanus giganteus, coléoptère géant (plus de 15 cm) de la forêt amazonienne.

## Moyens déployés
50 militaires sont déployés en permanence pour protéger le Centre spatial guyanais.
Lors des phases plus sensibles, comme les phases de transfert ou de lancement, et en fonction de la charge utile emportée par le lanceur, jusqu'à 400 militaires peuvent être mobilisés.
Les unités militaires engagées dans cette opération font partie des Forces armées en Guyane (3e REI, 9e RIMa, BA 367 « Capitaine Massé », et Marine nationale).

### Dispositif terrestre
La protection terrestre du site est assurée par les légionnaires du 3e régiment étranger d'infanterie, implanté à Kourou, depuis le premier lancement de la fusée Ariane 1, le 24 décembre 1979. Depuis octobre 2011, date du premier tir du lanceur russe Soyouz, la zone de protection terrestre a été élargie, nécessitant un renfort fourni par les « marsouins » 9e régiment d'infanterie de marine basé à Cayenne.

### Dispositif maritime
Pour chaque lancement, une zone maritime d’exclusion est définie. La Marine nationale y assure une surveillance avec deux bâtiments : une vedette côtière de surveillance maritime (VCSM) et un patrouilleur léger guyanais (PLG).

### Dispositif aérien
Le radar du Centre de contrôle militaire (CCM) de Kourou assure en permanence la surveillance du ciel guyanais. Une « bulle » de protection aérienne est définie autour du CSG lors de chaque tir de fusée. La base aérienne 367 Cayenne-Rochambeau dispose de moyens aériens d'intervention (des hélicoptères Puma et Fennec) pour intercepter, dérouter, voire neutraliser un aéronef qui violerait cette zone d'interdiction. Ces hélicoptères, par leur vitesse maximale, ne peuvent intercepter que d'autres hélicoptères, des avions de tourisme ou des ULM. 
Parfois, si le tir est particulièrement sensible, un renfort projeté de métropole vient compléter le dispositif. Celui-ci inclut des avions de chasse Mirage 2000 ou Rafale, un avion radar Awacs et un avion ravitailleur C-135.

## Fréquence
10 à 12 lancements sont réalisés chaque année par le CSG[Passage à actualiser], ce qui entraîne entre 50 et 60 jours de déploiement sur le terrain pour les unités concernées.